# Hemeroplanis
Hemeroplanis là một chi bướm đêm thuộc họ Erebidae.

## Các loài
- Hemeroplanis finitima J.B. Smith, 1893
- Hemeroplanis habitalis Walker, 1859
- Hemeroplanis historialis Grote, 1882
- Hemeroplanis immaculalis Harvey, 1875
- Hemeroplanis incusalis Grote, 1881
- Hemeroplanis obliqualis H. Edwards, 1886
- Hemeroplanis parallela J.B. Smith, 1907
- Hemeroplanis punitalis J.B. Smith, 1907
- Hemeroplanis rectalis (Smith, 1907)
- Hemeroplanis reversalis J.B. Smith, 1907
- Hemeroplanis scopulepes Haworth, 1809
- Hemeroplanis secundalis J.B. Smith, 1907
- Hemeroplanis trilineosa (Dyar, 1918)